# سمندل الماء (جنس)
سمندل الماء أو السَّمَنْدُور أو السَّمَيْدَر هو جنس من سمندل المائي والتي توجد من بريطانية العظمى عبر معظم أورُبَّة القارية إلى أقصى غرب سيبيريا والأناضول ومنطقة بحر قزوين.